# Mont Monbetsu
Le mont Monbetsu (紋別岳, Mombetsu-dake) est une montagne culminant à 866 m d'altitude dans le parc national de Shikotsu-Toya en Hokkaidō au Japon. Il se tient au bord du lac Shikotsu qui est un lac de cratère. Un relais de radio est installé à son sommet.